# Топожищево
Топожищево (пол. Toporzyszczewo) — село в Польщі, у гміні Бондково Александровського повіту Куявсько-Поморського воєводства.
Населення — 202 особи (2011).
У 1975-1998 роках село належало до Влоцлавського воєводства.

## Демографія
Демографічна структура станом на 31 березня 2011 року:
|          | Загалом | Допрацездатний вік | Працездатний вік | Постпрацездатний вік |
| -------- | ------- | ------------------ | ---------------- | -------------------- |
| Чоловіки | 102     | 20                 | 72               | 10                   |
| Жінки    | 100     | 19                 | 54               | 27                   |
| Разом    | 202     | 39                 | 126              | 37                   |